# Municipio de Aetna (condado de Missaukee)
El municipio de Aetna (en inglés: Aetna Township) es un municipio ubicado en el condado de Missaukee en el estado estadounidense de Míchigan. En el año 2010 tenía una población de 413 habitantes y una densidad poblacional de 4,44 personas por km².

## Geografía
El municipio de Aetna se encuentra ubicado en las coordenadas 44°18′2″N 85°2′40″O / 44.30056, -85.04444. Según la Oficina del Censo de los Estados Unidos, el municipio tiene una superficie total de 92.94 km², de la cual 92,92 km² corresponden a tierra firme y (0,02 %) 0,02 km² es agua.

## Demografía
Según el censo de 2010, había 413 personas residiendo en el municipio de Aetna. La densidad de población era de 4,44 hab./km². De los 413 habitantes, el municipio de Aetna estaba compuesto por el 98,06 % blancos, el 0,24 % eran amerindios, el 1,21 % eran de otras razas y el 0,48 % eran de una mezcla de razas. Del total de la población el 3,87 % eran hispanos o latinos de cualquier raza.